# Jackson Mwanza
Jackson Mwanza (sinh ngày 6 tháng 2 năm 1987) là một cầu thủ bóng đá người Zambia hiện tại thi đấu ở vị trí forward.

## Danh hiệu
ZESCO United
Vô địch
- Giải bóng đá ngoại hạng Zambia: 2014

Á quân
- Giải bóng đá ngoại hạng Zambia: 2013